# Banksparplan
Der Banksparplan ist eine Form der Geldanlage, die die Möglichkeit bietet, monatlich feste Beträge anzusparen. Banksparpläne werden zum Beispiel für die private Altersvorsorge oder die Baufinanzierung genutzt. Sparpläne werden von den meisten Kreditinstituten angeboten. Das Geld der Kunden wird in der Regel vom Kreditinstitut angelegt, in manchen Fällen hat der Kunde dabei ein Mitspracherecht.
Eine besondere Form des Banksparplans ist der Bausparvertrag, bei dem für die Immobilienfinanzierung gespart wird.